# 46mm迫撃砲wz.36
46mm迫撃砲 wz.36（46mm granatnik wz.36）はポーランド製の軽迫撃砲である。

## 概要
ポーランド独特の形式の迫撃砲で、1932年から1933年にかけて設計が行われた。1936年にはポーランド陸軍による試験運用と試験生産が始まり、1937年に制式型の最初の配備が行われた。1938年の段階で3850門が生産・配備されていたとの記録がある。
1人の兵士が負革（スリング）を用いて運搬できる軽量の砲で、公式には1個中隊あたり3門（1個師団あたり81門）が配備されたことになっている。
この砲の砲身は脚に固定されており、他の迫撃砲のように角度を変えることができない。したがって射程の調整は砲身上部に据え付けられた「ガス排出筒」で発射の際に生じるガスの量を調節して行うことになる。
1939年以降は使用された形式がほとんどなく、姿を消している。

## 諸元
- 口径：46mm （1.81インチ）
- 砲身長：396mm （15.6インチ）
- 重量：12.6kg （27.8ポンド）
- 最大射程：800m （875ヤード）
- 砲弾重量：0.76kg （1.67ポンド）
- 発射率：毎分15発

## 参考資料
Peter Chamberlain , Terry Gander 『WW2 Fact Files,Mortars and Rockets』 （1975） Arco Publishing Company,Inc. ISBN 0668038179